# Michel Fermaud
Michel Fermaud est réalisateur et scénariste français né le 6 septembre 1921 à Bordeaux, mort le 7 juin 2007 à Saint-Jean-de-Luz.

## Filmographie partielle

### Scénariste
- 1964 : Clémentine chérie de Pierre Chevalier
- 1977 : L'Homme qui aimait les femmes  de François Truffaut
- 1983 : L'Homme à femmes de Blake Edwards

### Réalisateur et scénariste
- 1960 :  Les portes claquent (coréalisateur : Jacques Poitrenaud)
- 1977 : Cinq à sec (mini-série)
- 1983 : Vous habitez chez vos parents ?

## Publications
- Cinq à sec, Calmann-Lévy, 1970
- Les portes claquent, Librairie théâtrale, 1979[1]